# Ali Kaes
Ali ou Aly Kaes, né le 4 avril 1955 à Diekirch (Luxembourg), est un syndicaliste et homme politique luxembourgeois, membre du Parti populaire chrétien-social (CSV).
Ali Kaes est marié et père de deux enfants.

## Biographie
Né le 4 avril 1955, Ali Kaes a été responsable syndicaliste.
Il est membre de la Chambre des députés depuis 2013, où il représente le Parti populaire chrétien-social.

## Détail des mandats et fonctions

### Membre de la Chambre des Députés
- Député depuis le 13/11/2013
- Député du 08/07/2009 au 06/10/2013
- Député du 13/07/2004 au 07/06/2009

### Fonctions
- Membre du Parti chrétien social
- Membre du groupe politique chrétien-social
- Membre de la Commission de l'Environnement depuis le 05/12/2013
- Membre de la Commission des Comptes depuis le 05/12/2013
- Membre de la Commission des Affaires intérieures depuis le 05/12/2013
- Membre de la Commission de l'Agriculture, de la Viticulture, du Développement rural et de la Protection des consommateurs depuis le 05/12/2013
- Vice-Président de la Commission du Développement durable depuis le 05/12/2013
- Membre de la Commission du Travail, de l'Emploi et de la Sécurité sociale depuis le 05/12/2013
- Membre suppléant de la Délégation luxembourgeoise auprès de l'Assemblée Interparlementaire Benelux depuis le 20/01/2015

### Fonctions antérieures
- Membre suppléant de la Délégation luxembourgeoise auprès du Conseil Interparlementaire Consultatif de Benelux du 05/12/2013 au 19/01/2015
- Vice-Président de la Commission du Travail et de l'Emploi du 18/03/2013 au 06/10/2013
- Membre de la Commission du Développement durable du 30/01/2013 au 06/10/2013
- Membre du Groupe de Travail "Conférence des Présidents des Commissions permanentes" du 17/03/2011 au 06/10/2013
- Membre du Groupe interparlementaire du scoutisme du 08/12/2009 au 06/10/2013
- Membre de la Commission du Travail et de l'Emploi du 28/07/2009 au 18/03/2013
- Président de la Commission des Affaires intérieures, de la Grande Région et de la Police du 28/07/2009 au 06/10/2013
- Membre de la Commission des Pétitions du 28/07/2009 au 29/01/2013
- Membre de la Commission des Comptes du 28/07/2009 au 06/10/2013
- Membre suppléant de la Délégation luxembourgeoise auprès du Conseil Parlementaire Interrégional (CPI) du 10/10/2006 au 07/06/2009
- Membre effectif de la Délégation luxembourgeoise auprès du Conseil Parlementaire Interrégional (CPI) du 03/08/2004 au 10/10/2006
- Membre de la Commission spéciale "Tripartite" du 24/10/2006 au 20/12/2006
- Membre de la Commission des Travaux publics du 03/08/2004 au 07/06/2009
- Membre de la Commission du Travail et de l'Emploi du 03/08/2004 au 07/06/2009
- Membre de la Commission des Transports du 03/08/2004 au 07/06/2009

### Mandats communaux et professions
- Président, SIDEN - Syndicat Intercommunal de Dépollution des Eaux Résiduaires du Nord depuis 2006
- Vice-Président, SIDEN - Syndicat Intercommunal de Dépollution des Eaux Résiduaires du Nord jusqu'en 2006
- Bourgmestre, Commune de Tandel depuis le 01/01/1994
- Conseiller communal, Commune de Bastendorf du 01/08/1989 au 31/12/1993
- Président, Forum pour l'emploi
- Secrétaire général adjoint, LCGB
- Secrétaire syndical, LCGB